# Lee Shau Kee
Lee Shau Kee GBM (chinês: 李兆基; Guangdong, Shunde, 29 de janeiro de 1928 – 17 de março de 2025) foi um empresário e magnata de Hong Kong.

## Vida
Nascido na China, foi fundador, presidente, diretor e sócio majoritário da Henderson Land Development, um conglomerado de propriedade com interesses em propriedades, hotéis, restaurantes e serviços de internet.
De acordo com a revista Forbes no ano de 2012, era a segunda pessoa mais rica de Hong Kong (atrás de Li Ka-Shing) e a 29.ª pessoa mais rica do mundo, com uma fortuna estimada em 18,0 bilhões de dólares.
Era divorciado e vivia em Hong Kong, onde mantinha seus negócios e possuía quatro filhos.

### Morte
Morreu em 17 de março de 2025, de causas não divulgadas.